# Challenger La Manche 2013
Il Challenger La Manche 2013 è stato un torneo di tennis facente parte della categoria ATP Challenger Tour nell'ambito dell'ATP Challenger Tour 2013. È stata la 20ª edizione del torneo che si è giocata a Cherbourg in Francia dal 25 febbraio al 3 marzo 2013 su campi in cemento e aveva un montepremi di €42,500+H.

## Partecipanti singolare

### Teste di serie
| Nazionalità | Giocatore           | Ranking* | Testa di serie |
| ----------- | ------------------- | -------- | -------------- |
| Lussemburgo | Gilles Müller       | 70       | 1              |
| Ucraina     | Serhij Stachovs'kyj | 100      | 2              |
| Romania     | Adrian Ungur        | 101      | 3              |
| Francia     | Kenny de Schepper   | 105      | 4              |
| Francia     | Josselin Ouanna     | 117      | 5              |
| Germania    | Jan-Lennard Struff  | 121      | 6              |
| Francia     | Marc Gicquel        | 124      | 7              |
| Bielorussia | Uladzimir Ihnacik   | 143      | 8              |

- Ranking al 18 febbraio 2013.

### Altri partecipanti
Giocatori che hanno ricevuto una wild card:
- David Guez
- Jules Marie
- Axel Michon
- Alexandre Sidorenko

Giocatori che sono passati dalle qualificazioni:
- Andreas Beck
- Márton Fucsovics
- Henri Laaksonen
- Constant Lestienne

## Partecipanti doppio

### Teste di serie
| Nazionalità | Giocatore          | Nazionalità | Giocatore          | Ranking* | Testa di serie |
| ----------- | ------------------ | ----------- | ------------------ | -------- | -------------- |
| Germania    | Philipp Marx       | Romania     | Florin Mergea      | 159      | 1              |
| Thailandia  | Sanchai Ratiwatana | Thailandia  | Sonchat Ratiwatana | 162      | 2              |
| Australia   | Rameez Junaid      | Canada      | Adil Shamasdin     | 201      | 3              |
| Romania     | Andrei Dăescu      | Paesi Bassi | Jesse Huta Galung  | 298      | 4              |

- Ranking al febbraio 2013.

### Altri partecipanti
Coppie che hanno ricevuto una wild card:
- Antione Benneteau /  Jonathan Eysseric
- Nicolas Devilder /  Alexandre Sidorenko

## Vincitori

### Singolare
Jesse Huta Galung ha battuto in finale  Vincent Millot con il punteggio di 6–1, 6–3

### Doppio
Sanchai Ratiwatana /  Sonchat Ratiwatana hanno battuto in finale  Philipp Marx /  Florin Mergea con il punteggio di 7–5, 6–4